# Holzer Bach (Itter)
Der Holzer Bach ist ein Fließgewässer in der bergischen Großstadt Solingen. Er ist benannt nach der Hofschaft Holz, an der er östlich vorbeifließt, und entwässert den Höhenzug bei Fürkeltrath als Teil des Solinger Höhenrückens in Richtung der Itter.

## Geographie und Verlauf
Der 1,8 Kilometer lange Holzer Bach entspringt in einem Brunnen inmitten der Hofschaft Fürkeltrath im Nordwesten des Solinger Stadtteils Gräfrath. Er fließt in südliche Richtung durch das nach ihm benannte und bewaldete Holzer Bachtal, das durch Wanderwege erschlossen ist. Der Bach passiert die Hofschaft Gütchen und speist dort einen kleinen Teich, ehe er bei der östlich liegenden Hofschaft Holz den Stadtbezirk Wald erreicht. Dort nimmt er das Wasser aus dem kleinen Zufluss Holzsiepen auf. 
Weiter im Süden unterquert der Holzer Bach verrohrt die Kotzerter Straße hinter der Bausmühle und mündet vor dem Zieleskotten und dem angrenzenden Klärwerk Gräfrath des Bergisch-Rheinischen Wasserverbands schließlich in die Itter, die etwas oberhalb bereits das Wasser des Nümmener Bachs aufgenommen hat. 

## Renaturierung
Der in seinem Unterlauf vor der Kläranlage ursprünglich verrohrte Holzer Bach wurde im Zuge einer Renaturierungsmaßnahme des Bergisch-Rheinischen Wasserverbands im Sommer 2006 wieder freigelegt und verläuft seither in einem natürlichen Bachbett an der Oberfläche.